# ATP Tour 2003
L'edizione 2003 dell'ATP Tour è iniziata il 30 dicembre 2002 con la AAPT Championships e si è conclusa l'8 novembre con la Tennis Masters Cup.
L'ATP Tour è una serie di tornei maschili di tennis organizzati dall'ATP. Questa include i tornei del Grande Slam (organizzati in collaborazione con la International Tennis Federation (ITF)), il Tennis Masters Cup, i tornei dell'ATP Masters Series, dell'International Series Gold e  dell'International Series.

## Calendario
Legenda
| Grande Slam                   |
| ATP World Tour Finals         |
| ATP Masters Series            |
| ATP International Series Gold |
| ATP International Series      |
| Torneo a squadre              |

### Gennaio
| Settimana        | Torneo | Vincitore                                               | Finalista                        | Semifinalisti                        | Eliminati ai quarti                                                       |
| ---------------- | --- | ------------------------------------------------------- | -------------------------------- | ------------------------------------ | ------------------------------------------------------------------------- |
| 30 dicembre 2002 | AAPT Championships 2003 Adelaide, Australia International Series 380 000 $ Cemento Singolare - Doppio       | Nikolaj Davydenko 6–2, 7–6(3)                           | Kristof Vliegen                  | Richard Krajicek Adrian Voinea       | Brian Vahaly Alberto Martín Mariano Zabaleta Antony Dupuis                |
| 30 dicembre 2002 | AAPT Championships 2003 Adelaide, Australia International Series 380 000 $ Cemento Singolare - Doppio       | Jeff Coetzee Chris Haggard 2–6, 6–4, 7–6(7)             | Maks Mirny Jeff Morrison         | Richard Krajicek Adrian Voinea       | Brian Vahaly Alberto Martín Mariano Zabaleta Antony Dupuis                |
| 30 dicembre 2002 | Tata Open 2003 Chennai, India International Series 380 000 $ Cemento Singolare - Doppio                     | Paradorn Srichaphan 6–3, 6–1                            | Karol Kučera                     | Juan Ignacio Chela Jean-René Lisnard | Guillermo Cañas Tomas Behrend Rainer Schüttler Sargis Sargsian            |
| 30 dicembre 2002 | Tata Open 2003 Chennai, India International Series 380 000 $ Cemento Singolare - Doppio                     | Julian Knowle Michael Kohlmann 7–6(1), 7–6(3)           | František Čermák Leoš Friedl     | Juan Ignacio Chela Jean-René Lisnard | Guillermo Cañas Tomas Behrend Rainer Schüttler Sargis Sargsian            |
| 30 dicembre 2002 | Qatar ExxonMobil Open 2003 Doha, Qatar International Series 1 000 000 $ Cemento Singolare - Doppio          | Stefan Koubek 6–4, 6–4                                  | Jan-Michael Gambill              | Michail Južnyj Younes El Aynaoui     | Roger Federer Fernando Vicente Fabrice Santoro Andreas Vinciguerra        |
| 30 dicembre 2002 | Qatar ExxonMobil Open 2003 Doha, Qatar International Series 1 000 000 $ Cemento Singolare - Doppio          | Martin Damm Cyril Suk 3–6, 6–1, 7–6(4)                  | Mark Knowles Daniel Nestor       | Michail Južnyj Younes El Aynaoui     | Roger Federer Fernando Vicente Fabrice Santoro Andreas Vinciguerra        |
| 6 gennaio        | Heineken Open 2003 Auckland, Nuova Zelanda International Series 380 000 $ Cemento Singolare - Doppio        | Gustavo Kuerten 6-3, 7–5                                | Dominik Hrbatý                   | Félix Mantilla Mariano Zabaleta      | Jiří Novák David Ferrer Guillermo Coria Stefan Koubek                     |
| 6 gennaio        | Heineken Open 2003 Auckland, Nuova Zelanda International Series 380 000 $ Cemento Singolare - Doppio        | David Adams Robbie Koenig 7–6(5), 3–6, 6–3              | Tomáš Cibulec Leoš Friedl        | Félix Mantilla Mariano Zabaleta      | Jiří Novák David Ferrer Guillermo Coria Stefan Koubek                     |
| 6 gennaio        | Adidas International 2003 Sydney, Australia International Series 380 000 $ Cemento Singolare - Doppio       | Hyung-Taik Lee 4–6, 7–6(6), 7–6(4)                      | Juan Carlos Ferrero              | Wayne Ferreira Rainer Schüttler      | Marat Safin Franco Squillari Mardy Fish Paradorn Srichaphan               |
| 6 gennaio        | Adidas International 2003 Sydney, Australia International Series 380 000 $ Cemento Singolare - Doppio       | Paul Hanley Nathan Healey 7–6(3), 6–4                   | Mahesh Bhupathi Joshua Eagle     | Wayne Ferreira Rainer Schüttler      | Marat Safin Franco Squillari Mardy Fish Paradorn Srichaphan               |
| 13 gennaio       | Australian Open 2003 Melbourne, Australia Grand Slam 10 591 690 $ Cemento Singolare - Doppio - Doppio misto | Andre Agassi 6–2, 6–2, 6–1                              | Rainer Schüttler                 | Andy Roddick Wayne Ferreira          | Younes El Aynaoui David Nalbandian Juan Carlos Ferrero Sébastien Grosjean |
| 13 gennaio       | Australian Open 2003 Melbourne, Australia Grand Slam 10 591 690 $ Cemento Singolare - Doppio - Doppio misto | Michaël Llodra Fabrice Santoro 6–4, 3–6, 6–3            | Mark Knowles Daniel Nestor       | Andy Roddick Wayne Ferreira          | Younes El Aynaoui David Nalbandian Juan Carlos Ferrero Sébastien Grosjean |
| 13 gennaio       | Australian Open 2003 Melbourne, Australia Grand Slam 10 591 690 $ Cemento Singolare - Doppio - Doppio misto | Doppio Misto: Martina Navrátilová Leander Paes 6–4, 7–5 | Eléni Daniilídou Todd Woodbridge | Andy Roddick Wayne Ferreira          | Younes El Aynaoui David Nalbandian Juan Carlos Ferrero Sébastien Grosjean |
| 27 gennaio       | Milan Indoor 2003 Milano, Italia International Series 380 000 $ Sintetico (indoor) Singolare - Doppio       | Martin Verkerk 6–4, 5–7, 7–5                            | Evgenij Kafel'nikov              | Jarkko Nieminen Ivan Ljubičić        | Richard Krajicek Jonas Björkman Julien Varlet Davide Sanguinetti          |
| 27 gennaio       | Milan Indoor 2003 Milano, Italia International Series 380 000 $ Sintetico (indoor) Singolare - Doppio       | Petr Luxa Radek Štěpánek 6–4, 7–6(4)                    | Tomáš Cibulec Pavel Vízner       | Jarkko Nieminen Ivan Ljubičić        | Richard Krajicek Jonas Björkman Julien Varlet Davide Sanguinetti          |

### Febbraio
| Settimana   | Torneo | Vincitore                                     | Finalista                         | Semifinalisti                    | Eliminati ai quarti                                                   |
| ----------- | --- | --------------------------------------------- | --------------------------------- | -------------------------------- | --------------------------------------------------------------------- |
| 10 febbraio | Open 13 2003 Marsiglia, Francia International Series 500 000 $ Cemento (indoor) Singolare - Doppio                          | Roger Federer 6–2, 7–6(6)                     | Jonas Björkman                    | Karol Kučera Nicolas Escudé      | Raemon Sluiter Olivier Rochus Dominik Hrbatý Rodolphe Cadart          |
| 10 febbraio | Open 13 2003 Marsiglia, Francia International Series 500 000 $ Cemento (indoor) Singolare - Doppio                          | Sébastien Grosjean Fabrice Santoro 6–1, 6–4   | Tomáš Cibulec Pavel Vízner        | Karol Kučera Nicolas Escudé      | Raemon Sluiter Olivier Rochus Dominik Hrbatý Rodolphe Cadart          |
| 10 febbraio | Siebel Open 2003 San Jose, USA International Series 380 000 $ Cemento (indoor) Singolare - Doppio                           | Andre Agassi 6–3, 6–1                         | Davide Sanguinetti                | James Blake Justin Gimelstob     | Vladimir Volčkov Nikolaj Davydenko Vince Spadea Kenneth Carlsen       |
| 10 febbraio | Siebel Open 2003 San Jose, USA International Series 380 000 $ Cemento (indoor) Singolare - Doppio                           | Hyung-Taik Lee Vladimir Volčkov 7–5, 4–6, 6–3 | Paul Goldstein Robert Kendrick    | James Blake Justin Gimelstob     | Vladimir Volčkov Nikolaj Davydenko Vince Spadea Kenneth Carlsen       |
| 10 febbraio | Bell South Open 2003 Viña del Mar, Cile International Series 345 000 $ Terra Singolare - Doppio                             | David Sánchez 1–6, 6–3, 6–3                   | Marcelo Ríos                      | Gastón Gaudio Albert Montañés    | Félix Mantilla Agustín Calleri Andrea Gaudenzi Jiří Vaněk             |
| 10 febbraio | Bell South Open 2003 Viña del Mar, Cile International Series 345 000 $ Terra Singolare - Doppio                             | Agustín Calleri Mariano Hood 6–3, 1–6, 6–4    | František Čermák Leoš Friedl      | Gastón Gaudio Albert Montañés    | Félix Mantilla Agustín Calleri Andrea Gaudenzi Jiří Vaněk             |
| 17 febbraio | Copa AT&T 2003 Buenos Aires, Argentina International Series 380 000 $ Terra Singolare - Doppio                              | Carlos Moyá 6–3, 4–6, 6–4                     | Guillermo Coria                   | Gustavo Kuerten Gastón Gaudio    | Luis Horna Félix Mantilla Juan Ignacio Chela David Nalbandian         |
| 17 febbraio | Copa AT&T 2003 Buenos Aires, Argentina International Series 380 000 $ Terra Singolare - Doppio                              | Mariano Hood Sebastián Prieto 6–2, 6–2        | Lucas Arnold Ker David Nalbandian | Gustavo Kuerten Gastón Gaudio    | Luis Horna Félix Mantilla Juan Ignacio Chela David Nalbandian         |
| 17 febbraio | Kroger St. Jude International 2003 Memphis, USA International Series Gold 690 000 $ Cemento (indoor) Singolare - Doppio     | Taylor Dent 6–1, 6–4                          | Andy Roddick                      | Brian Vahaly Vince Spadea        | Robby Ginepri Irakli Labadze Vladimir Volčkov Mardy Fish              |
| 17 febbraio | Kroger St. Jude International 2003 Memphis, USA International Series Gold 690 000 $ Cemento (indoor) Singolare - Doppio     | Mark Knowles Daniel Nestor 6–2, 7–6(3)        | Bob Bryan Mike Bryan              | Brian Vahaly Vince Spadea        | Robby Ginepri Irakli Labadze Vladimir Volčkov Mardy Fish              |
| 17 febbraio | Rotterdam Open 2003 Rotterdam, Paesi Bassi International Series Gold 800 000 $ Cemento (indoor) Singolare - Doppio          | Maks Mirny 7–6(3), 6–4                        | Raemon Sluiter                    | Sébastien Grosjean Roger Federer | Juan Carlos Ferrero Nicolas Escudé Evgenij Kafel'nikov Sjeng Schalken |
| 17 febbraio | Rotterdam Open 2003 Rotterdam, Paesi Bassi International Series Gold 800 000 $ Cemento (indoor) Singolare - Doppio          | Wayne Arthurs Paul Hanley 7–6(3), 6–2         | Roger Federer Maks Mirny          | Sébastien Grosjean Roger Federer | Juan Carlos Ferrero Nicolas Escudé Evgenij Kafel'nikov Sjeng Schalken |
| 24 febbraio | Abierto Mexicano de Tenis 2003 Acapulco, Messico International Series Gold 690 000 $ Terra Singolare - Doppio               | Agustín Calleri 7–5, 3–6, 6–3                 | Mariano Zabaleta                  | Félix Mantilla Gustavo Kuerten   | Carlos Moyá Marcelo Ríos Fernando González Iván Miranda               |
| 24 febbraio | Abierto Mexicano de Tenis 2003 Acapulco, Messico International Series Gold 690 000 $ Terra Singolare - Doppio               | Mark Knowles Daniel Nestor 6–3, 6–3           | David Ferrer Fernando Vicente     | Félix Mantilla Gustavo Kuerten   | Carlos Moyá Marcelo Ríos Fernando González Iván Miranda               |
| 24 febbraio | Copenaghen Open 2003 Copenaghen, Danimarca International Series 380 000 $ Cemento (indoor) Singolare - Doppio               | Karol Kučera 7–6(4), 6–4                      | Olivier Rochus                    | Radek Štěpánek Wayne Arthurs     | Tomas Behrend Karol Beck Michel Kratochvil Magnus Norman              |
| 24 febbraio | Copenaghen Open 2003 Copenaghen, Danimarca International Series 380 000 $ Cemento (indoor) Singolare - Doppio               | Tomáš Cibulec Pavel Vízner 7–5, 5–7, 6–2      | Julian Knowle Michael Kohlmann    | Radek Štěpánek Wayne Arthurs     | Tomas Behrend Karol Beck Michel Kratochvil Magnus Norman              |
| 24 febbraio | Dubai Tennis Championships 2003 Dubai, Emirati Arabi Uniti International Series Gold 1 000 000 $ Cemento Singolare - Doppio | Roger Federer 6–1, 7–6(2)                     | Jiří Novák                        | Ivan Ljubičić Tommy Robredo      | Hicham Arazi Rainer Schüttler Sjeng Schalken Feliciano López          |
| 24 febbraio | Dubai Tennis Championships 2003 Dubai, Emirati Arabi Uniti International Series Gold 1 000 000 $ Cemento Singolare - Doppio | Leander Paes David Rikl 6–3, 6–0              | Wayne Black Kevin Ullyett         | Ivan Ljubičić Tommy Robredo      | Hicham Arazi Rainer Schüttler Sjeng Schalken Feliciano López          |

### Marzo
| Settimana | Torneo | Vincitore                                        | Finalista                         | Semifinalisti                    | Eliminati ai quarti                                           |
| --------- | --- | ------------------------------------------------ | --------------------------------- | -------------------------------- | ------------------------------------------------------------- |
| 3 marzo   | Delray Beach International Tennis Championships 2003 Delray Beach, USA International Series 380 000 $ Cemento Singolare - Doppio | Jan-Michael Gambill 6–0, 7–6(5)                  | Mardy Fish                        | Marcelo Ríos Robert Kendrick     | Alberto Martín Hyung-Taik Lee Flávio Saretta Vladimir Volčkov |
| 3 marzo   | Delray Beach International Tennis Championships 2003 Delray Beach, USA International Series 380 000 $ Cemento Singolare - Doppio | Leander Paes Nenad Zimonjić 7–5, 3–6, 7–5        | Raemon Sluiter Martin Verkerk     | Marcelo Ríos Robert Kendrick     | Alberto Martín Hyung-Taik Lee Flávio Saretta Vladimir Volčkov |
| 3 marzo   | Franklin Templeton Tennis Classic 2003 Scottsdale, USA International Series 380 000 $ Cemento Singolare - Doppio                 | Lleyton Hewitt 6–4, 6–4                          | Mark Philippoussis                | Taylor Dent Mariano Zabaleta     | Àlex Corretja David Sánchez David Nalbandian James Blake      |
| 3 marzo   | Franklin Templeton Tennis Classic 2003 Scottsdale, USA International Series 380 000 $ Cemento Singolare - Doppio                 | James Blake Mark Merklein 6–4, 6(2)–7, 7–6(5)    | Lleyton Hewitt Mark Philippoussis | Taylor Dent Mariano Zabaleta     | Àlex Corretja David Sánchez David Nalbandian James Blake      |
| 10 marzo  | Indian Wells Open 2003 Indian Wells, USA Masters Series 2 450 000 $ Cemento Singolare - Doppio                                   | Lleyton Hewitt 6–1, 6–1                          | Gustavo Kuerten                   | Vince Spadea Rainer Schüttler    | Robby Ginepri Brian Vahaly James Blake Andy Roddick           |
| 10 marzo  | Indian Wells Open 2003 Indian Wells, USA Masters Series 2 450 000 $ Cemento Singolare - Doppio                                   | Wayne Ferreira Evgenij Kafel'nikov 3–6, 7–5, 6–4 | Bob Bryan Mike Bryan              | Vince Spadea Rainer Schüttler    | Robby Ginepri Brian Vahaly James Blake Andy Roddick           |
| 17 marzo  | NASDAQ-100 Open 2003 Miami, USA Masters Series 3 250 000 $ Cemento Singolare - Doppio                                            | Andre Agassi 6–3, 6–3                            | Carlos Moyá                       | Paradorn Srichaphan Albert Costa | Robby Ginepri Todd Martin Roger Federer Younes El Aynaoui     |
| 17 marzo  | NASDAQ-100 Open 2003 Miami, USA Masters Series 3 250 000 $ Cemento Singolare - Doppio                                            | Roger Federer Maks Mirny 7–5, 6–3                | Leander Paes David Rikl           | Paradorn Srichaphan Albert Costa | Robby Ginepri Todd Martin Roger Federer Younes El Aynaoui     |

### Aprile
| Settimana | Torneo | Vincitore                                      | Finalista                          | Semifinalisti                       | Eliminati ai quarti                                               |
| --------- | --- | ---------------------------------------------- | ---------------------------------- | ----------------------------------- | ----------------------------------------------------------------- |
| 7 aprile  | Grand Prix Hassan II 2003 Casablanca, Marocco International Series 400 000 $ Terra Singolare - Doppio             | Julien Boutter 6–2, 2–6, 6–1                   | Younes El Aynaoui                  | Hicham Arazi Dominik Hrbatý         | Nicolás Massú Olivier Mutis Federico Browne Flávio Saretta        |
| 7 aprile  | Grand Prix Hassan II 2003 Casablanca, Marocco International Series 400 000 $ Terra Singolare - Doppio             | František Čermák Leoš Friedl 6–3, 7–5          | Devin Bowen Ashley Fisher          | Hicham Arazi Dominik Hrbatý         | Nicolás Massú Olivier Mutis Federico Browne Flávio Saretta        |
| 7 aprile  | Estoril Open 2003 Estoril, Portogallo International Series 525 000 $ Terra Singolare - Doppio                     | Nikolaj Davydenko 6–4, 6–3                     | Agustín Calleri                    | Tommy Robredo Maks Mirny            | Galo Blanco Fernando González Evgenij Kafel'nikov Feliciano López |
| 7 aprile  | Estoril Open 2003 Estoril, Portogallo International Series 525 000 $ Terra Singolare - Doppio                     | Mahesh Bhupathi Maks Mirny 6–1, 6–2            | Lucas Arnold Ker Mariano Hood      | Tommy Robredo Maks Mirny            | Galo Blanco Fernando González Evgenij Kafel'nikov Feliciano López |
| 14 aprile | Monte Carlo Masters 2003 Monte Carlo, Monaco Masters Series 2 450 000 $ Terra Singolare - Doppio                  | Juan Carlos Ferrero 6–2, 6–2                   | Guillermo Coria                    | Vince Spadea Carlos Moyá            | Alberto Martín Filippo Volandri Juan Ignacio Chela Julien Boutter |
| 14 aprile | Monte Carlo Masters 2003 Monte Carlo, Monaco Masters Series 2 450 000 $ Terra Singolare - Doppio                  | Mahesh Bhupathi Maks Mirny 6–4, 3–6, 7–6(6)    | Michaël Llodra Fabrice Santoro     | Vince Spadea Carlos Moyá            | Alberto Martín Filippo Volandri Juan Ignacio Chela Julien Boutter |
| 21 aprile | Open Seat Godo 2003 Barcellona, Spagna International Series Gold 1 000 000 $ Terra Singolare - Doppio             | Carlos Moyá 5–7, 6–2, 6–2, 3–0 ritiro          | Marat Safin                        | Juan Carlos Ferrero Agustín Calleri | Gustavo Kuerten Gastón Gaudio Tommy Robredo Nikolaj Davydenko     |
| 21 aprile | Open Seat Godo 2003 Barcellona, Spagna International Series Gold 1 000 000 $ Terra Singolare - Doppio             | Bob Bryan Mike Bryan 6–4, 6–3                  | Chris Haggard Robbie Koenig        | Juan Carlos Ferrero Agustín Calleri | Gustavo Kuerten Gastón Gaudio Tommy Robredo Nikolaj Davydenko     |
| 21 aprile | U.S. Men's Clay Court Championships 2003 Houston, USA International Series 400 000 $ Terra Singolare - Doppio     | Andre Agassi 3–6, 6–3, 6–4                     | Andy Roddick                       | Jürgen Melzer Olivier Mutis         | Ricardo Mello Mardy Fish James Blake Fernando Meligeni            |
| 21 aprile | U.S. Men's Clay Court Championships 2003 Houston, USA International Series 400 000 $ Terra Singolare - Doppio     | Mark Knowles Daniel Nestor 6–4, 6–3            | Jan-Michael Gambill Graydon Oliver | Jürgen Melzer Olivier Mutis         | Ricardo Mello Mardy Fish James Blake Fernando Meligeni            |
| 28 aprile | Internazionali di Tennis di Baviera 2003 Monaco, Germania International Series 400 000 $ Terra Singolare - Doppio | Roger Federer 6–1, 6–4                         | Jarkko Nieminen                    | Stefan Koubek Evgenij Kafel'nikov   | Michail Južnyj Rainer Schüttler Sjeng Schalken Radek Štěpánek     |
| 28 aprile | Internazionali di Tennis di Baviera 2003 Monaco, Germania International Series 400 000 $ Terra Singolare - Doppio | Wayne Black Kevin Ullyett 6–3, 7–5             | Joshua Eagle Jared Palmer          | Stefan Koubek Evgenij Kafel'nikov   | Michail Južnyj Rainer Schüttler Sjeng Schalken Radek Štěpánek     |
| 28 aprile | CAM Open Comunidad Valenciana 2003 Valencia, Spagna International Series 400 000 $ Terra Singolare - Doppio       | Juan Carlos Ferrero 6–2, 6–4                   | Christophe Rochus                  | Flávio Saretta Fernando Vicente     | Agustín Calleri Gastón Gaudio Nicolás Massú Sargis Sargsian       |
| 28 aprile | CAM Open Comunidad Valenciana 2003 Valencia, Spagna International Series 400 000 $ Terra Singolare - Doppio       | Lucas Arnold Ker Mariano Hood 6–1, 6(7)–7, 6–4 | Brian MacPhie Nenad Zimonjić       | Flávio Saretta Fernando Vicente     | Agustín Calleri Gastón Gaudio Nicolás Massú Sargis Sargsian       |

### Maggio
| Settimana | Torneo | Vincitore                                        | Finalista                         | Semifinalisti                           | Eliminati ai quarti                                                |
| --------- | --- | ------------------------------------------------ | --------------------------------- | --------------------------------------- | ------------------------------------------------------------------ |
| 6 maggio  | Internazionali d'Italia 2003 Roma, Italia Masters Series 2 450 000 $ Terra Singolare - Doppio                           | Félix Mantilla 7–5, 6–2, 7–6(8)                  | Roger Federer                     | Evgenij Kafel'nikov Juan Carlos Ferrero | Ivan Ljubičić Martin Verkerk Filippo Volandri Rainer Schüttler     |
| 6 maggio  | Internazionali d'Italia 2003 Roma, Italia Masters Series 2 450 000 $ Terra Singolare - Doppio                           | Wayne Arthurs Paul Hanley 6–1, 6–3               | Michaël Llodra Fabrice Santoro    | Evgenij Kafel'nikov Juan Carlos Ferrero | Ivan Ljubičić Martin Verkerk Filippo Volandri Rainer Schüttler     |
| 12 maggio | Hamburg Masters 2003 Amburgo, Germania Masters Series 2 450 000 $ Terra Singolare - Doppio                              | Guillermo Coria 6–3, 6–4, 6–4                    | Agustín Calleri                   | David Nalbandian Gastón Gaudio          | Fernando González Wayne Ferreira Mark Philippoussis Olivier Rochus |
| 12 maggio | Hamburg Masters 2003 Amburgo, Germania Masters Series 2 450 000 $ Terra Singolare - Doppio                              | Mark Knowles Daniel Nestor 6–4, 7–6(10)          | Mahesh Bhupathi Maks Mirny        | David Nalbandian Gastón Gaudio          | Fernando González Wayne Ferreira Mark Philippoussis Olivier Rochus |
| 19 maggio | World Team Cup 2003 Düsseldorf, Germania World Team Cup 1 850 000 $ Terra                                               | Cile 2–1                                         | Rep. Ceca                         | Australia Argentina                     | Spagna Stati Uniti Germania Svezia                                 |
| 19 maggio | Internationaler Raiffeisen Grand Prix 2003 St. Poelten, Austria International Series 380 000 $ Terra Singolare - Doppio | Andy Roddick 6–3, 6–2                            | Nikolaj Davydenko                 | David Sánchez Martin Verkerk            | Richard Krajicek Mario Ančić Flávio Saretta Antony Dupuis          |
| 19 maggio | Internationaler Raiffeisen Grand Prix 2003 St. Poelten, Austria International Series 380 000 $ Terra Singolare - Doppio | Simon Aspelin Massimo Bertolini 6–4, 6(8)–7, 6–3 | Sargis Sargsian Nenad Zimonjić    | David Sánchez Martin Verkerk            | Richard Krajicek Mario Ančić Flávio Saretta Antony Dupuis          |
| 26 maggio | Open di Francia 2003 Parigi, Francia Grande Slam 7 202 717 $ Terra Singolare - Doppio - Doppio misto                    | Juan Carlos Ferrero 6–1, 6–3, 6–2                | Martin Verkerk                    | Albert Costa Guillermo Coria            | Tommy Robredo Fernando González Carlos Moyá Andre Agassi           |
| 26 maggio | Open di Francia 2003 Parigi, Francia Grande Slam 7 202 717 $ Terra Singolare - Doppio - Doppio misto                    | Bob Bryan Mike Bryan 7–6(3), 6–3                 | Paul Haarhuis Evgenij Kafel'nikov | Albert Costa Guillermo Coria            | Tommy Robredo Fernando González Carlos Moyá Andre Agassi           |
| 26 maggio | Open di Francia 2003 Parigi, Francia Grande Slam 7 202 717 $ Terra Singolare - Doppio - Doppio misto                    | Doppio Misto: Lisa Raymond Mike Bryan 6–3, 6–4   | Elena Lichovceva Mahesh Bhupathi  | Albert Costa Guillermo Coria            | Tommy Robredo Fernando González Carlos Moyá Andre Agassi           |

### Giugno
| Settimana | Torneo | Vincitore                                               | Finalista                     | Semifinalisti                   | Eliminati ai quarti                                       |
| --------- | --- | ------------------------------------------------------- | ----------------------------- | ------------------------------- | --------------------------------------------------------- |
| 9 giugno  | Halle Open 2003 Halle, Germania International Series 800 000 $ Erba Singolare - Doppio                                     | Roger Federer 6–1, 6–3                                  | Nicolas Kiefer                | Michail Južnyj Arnaud Clément   | Younes El Aynaoui Jiří Novák Karol Kučera Radek Štěpánek  |
| 9 giugno  | Halle Open 2003 Halle, Germania International Series 800 000 $ Erba Singolare - Doppio                                     | Jonas Björkman Todd Woodbridge 6–3, 6–4                 | Martin Damm Cyril Suk         | Michail Južnyj Arnaud Clément   | Younes El Aynaoui Jiří Novák Karol Kučera Radek Štěpánek  |
| 9 giugno  | Queen's Club Championships 2003 Queen's Club, Londra, Gran Bretagna International Series 800 000 $ Erba Singolare - Doppio | Andy Roddick 6–3, 6–3                                   | Sébastien Grosjean            | Tim Henman Andre Agassi         | Lleyton Hewitt Antony Dupuis Taylor Dent Xavier Malisse   |
| 9 giugno  | Queen's Club Championships 2003 Queen's Club, Londra, Gran Bretagna International Series 800 000 $ Erba Singolare - Doppio | Mark Knowles Daniel Nestor 5–7, 6–4, 7–6(3)             | Mahesh Bhupathi Maks Mirny    | Tim Henman Andre Agassi         | Lleyton Hewitt Antony Dupuis Taylor Dent Xavier Malisse   |
| 16 giugno | Ordina Open 2003 's-Hertogenbosch, Paesi Bassi International Series 380 000 $ Erba Singolare - Doppio                      | Sjeng Schalken 6–3, 6–4                                 | Arnaud Clément                | Jan Vacek Raemon Sluiter        | Jiří Novák Fernando Vicente Tommy Robredo John van Lottum |
| 16 giugno | Ordina Open 2003 's-Hertogenbosch, Paesi Bassi International Series 380 000 $ Erba Singolare - Doppio                      | Martin Damm Cyril Suk 7–5, 7–6(4)                       | Donald Johnson Leander Paes   | Jan Vacek Raemon Sluiter        | Jiří Novák Fernando Vicente Tommy Robredo John van Lottum |
| 16 giugno | Samsung Open 2003 Nottingham, Gran Bretagna International Series 380 000 $ Erba Singolare - Doppio                         | Greg Rusedski 6–3, 6–2                                  | Mardy Fish                    | Hicham Arazi Jonas Björkman     | Wayne Arthurs Vladimir Volčkov Alexander Popp Taylor Dent |
| 16 giugno | Samsung Open 2003 Nottingham, Gran Bretagna International Series 380 000 $ Erba Singolare - Doppio                         | Bob Bryan Mike Bryan 7–6(3), 4–6, 7–6(4)                | Joshua Eagle Jared Palmer     | Hicham Arazi Jonas Björkman     | Wayne Arthurs Vladimir Volčkov Alexander Popp Taylor Dent |
| 23 giugno | Torneo di Wimbledon 2003 Wimbledon, Londra, Gran Bretagna Grand Slam 7 229 233 $ Erba Singolare - Doppio - Misto           | Roger Federer 7–6(5), 6–2, 7–6(3)                       | Mark Philippoussis            | Andy Roddick Sébastien Grosjean | Jonas Björkman Sjeng Schalken Tim Henman Alexander Popp   |
| 23 giugno | Torneo di Wimbledon 2003 Wimbledon, Londra, Gran Bretagna Grand Slam 7 229 233 $ Erba Singolare - Doppio - Misto           | Jonas Björkman Todd Woodbridge 3–6, 6–3, 7–6(4), 6–3    | Mahesh Bhupathi Maks Mirny    | Andy Roddick Sébastien Grosjean | Jonas Björkman Sjeng Schalken Tim Henman Alexander Popp   |
| 23 giugno | Torneo di Wimbledon 2003 Wimbledon, Londra, Gran Bretagna Grand Slam 7 229 233 $ Erba Singolare - Doppio - Misto           | Doppio misto: Martina Navrátilová Leander Paes 6–3, 6–3 | Anastasija Rodionova Andy Ram | Andy Roddick Sébastien Grosjean | Jonas Björkman Sjeng Schalken Tim Henman Alexander Popp   |

### Luglio
| Settimana | Torneo | Vincitore                                             | Finalista                         | Semifinalisti                     | Quarti                                                                    |
| --------- | --- | ----------------------------------------------------- | --------------------------------- | --------------------------------- | ------------------------------------------------------------------------- |
| 7 luglio  | Synsam Swedish Open 2003 Båstad, Svezia International Series 380 000 $ Terra Singolare - Doppio                        | Mariano Zabaleta 6–3, 6–4                             | Nicolás Lapentti                  | Carlos Moyá Tommy Robredo         | Jonas Björkman Michail Južnyj Rafael Nadal Filippo Volandri               |
| 7 luglio  | Synsam Swedish Open 2003 Båstad, Svezia International Series 380 000 $ Terra Singolare - Doppio                        | Simon Aspelin Massimo Bertolini 6(3)–7, 6–0, 6–4      | Lucas Arnold Ker Mariano Hood     | Carlos Moyá Tommy Robredo         | Jonas Björkman Michail Južnyj Rafael Nadal Filippo Volandri               |
| 7 luglio  | Swiss Open Gstaad 2003 Gstaad, Svizzera International Series 550 000 $ Terra Singolare - Doppio                        | Jiří Novák 5–7, 6–3, 6–3, 1–6, 6–3                    | Roger Federer                     | Gastón Gaudio Radek Štěpánek      | David Sánchez Stefan Koubek Juan Ignacio Chela Rainer Schüttler           |
| 7 luglio  | Swiss Open Gstaad 2003 Gstaad, Svizzera International Series 550 000 $ Terra Singolare - Doppio                        | Leander Paes David Rikl 6–3, 6–3                      | František Čermák Leoš Friedl      | Gastón Gaudio Radek Štěpánek      | David Sánchez Stefan Koubek Juan Ignacio Chela Rainer Schüttler           |
| 7 luglio  | Miller Lite Hall of Fame Tennis Championships 2003 Newport, USA International Series 380 000 $ Erba Singolare - Doppio | Robby Ginepri 6–4, 6(3)–7, 6–1                        | Jürgen Melzer                     | Grégory Carraz Bob Bryan          | Justin Gimelstob Iván Miranda Cyril Saulnier Jeff Salzenstein             |
| 7 luglio  | Miller Lite Hall of Fame Tennis Championships 2003 Newport, USA International Series 380 000 $ Erba Singolare - Doppio | Jordan Kerr David Macpherson 7–6(4), 6–3              | Julian Knowle Jürgen Melzer       | Grégory Carraz Bob Bryan          | Justin Gimelstob Iván Miranda Cyril Saulnier Jeff Salzenstein             |
| 14 luglio | Priority Telecom Dutch Open 2003 Amersfoort, Paesi Bassi International Series 380 000 $ Terra Singolare - Doppio       | Nicolás Massú 6–4, 7–6(3), 6–2                        | Raemon Sluiter                    | Albert Montañés Luis Horna        | Markus Hipfl Rubén Ramírez Hidalgo Dennis van Scheppingen Óscar Hernández |
| 14 luglio | Priority Telecom Dutch Open 2003 Amersfoort, Paesi Bassi International Series 380 000 $ Terra Singolare - Doppio       | Devin Bowen Ashley Fisher 6–0, 6–4                    | Chris Haggard André Sá            | Albert Montañés Luis Horna        | Markus Hipfl Rubén Ramírez Hidalgo Dennis van Scheppingen Óscar Hernández |
| 14 luglio | Mercedes Cup 2003 Stoccarda, Germania International Series Gold 765 000 $ Terra Singolare - Doppio                     | Guillermo Coria 6–2, 6–2, 6–1                         | Tommy Robredo                     | Fernando González Feliciano López | Tomas Behrend Filippo Volandri Rainer Schüttler Michail Južnyj            |
| 14 luglio | Mercedes Cup 2003 Stoccarda, Germania International Series Gold 765 000 $ Terra Singolare - Doppio                     | Tomáš Cibulec Pavel Vízner 3–6, 6–3, 6–4              | Evgenij Kafel'nikov Kevin Ullyett | Fernando González Feliciano López | Tomas Behrend Filippo Volandri Rainer Schüttler Michail Južnyj            |
| 21 luglio | RCA Championships 2003 Indianapolis, USA International Series 600 000 $ Cemento Singolare - Doppio                     | Andy Roddick 7–6(2), 6–4                              | Paradorn Srichaphan               | Sjeng Schalken Nicolas Thomann    | Xavier Malisse Robby Ginepri Nicolas Kiefer Scott Draper                  |
| 21 luglio | RCA Championships 2003 Indianapolis, USA International Series 600 000 $ Cemento Singolare - Doppio                     | Mario Ančić Andy Ram 2–6, 7–6(3), 7–5                 | Diego Ayala Robby Ginepri         | Sjeng Schalken Nicolas Thomann    | Xavier Malisse Robby Ginepri Nicolas Kiefer Scott Draper                  |
| 21 luglio | Generali Open 2003 Kitzbühel, Austria International Series Gold 925 000 $ Terra Singolare - Doppio                     | Guillermo Coria 6–1, 6–4, 6–2                         | Nicolás Massú                     | Mariano Zabaleta Feliciano López  | Juan Carlos Ferrero Nicolás Lapentti Gastón Gaudio Juan Ignacio Chela     |
| 21 luglio | Generali Open 2003 Kitzbühel, Austria International Series Gold 925 000 $ Terra Singolare - Doppio                     | Martin Damm Cyril Suk 6–4, 6–4                        | Jürgen Melzer Alexander Peya      | Mariano Zabaleta Feliciano López  | Juan Carlos Ferrero Nicolás Lapentti Gastón Gaudio Juan Ignacio Chela     |
| 21 luglio | Croatia Open Umag 2003 Umago, Croazia International Series 400 000 $ Terra Singolare - Doppio                          | Carlos Moyá 6–4, 3–6, 7–5                             | Filippo Volandri                  | Rafael Nadal Dominik Hrbatý       | David Ferrer Magnus Norman Alberto Martín Fernando González               |
| 21 luglio | Croatia Open Umag 2003 Umago, Croazia International Series 400 000 $ Terra Singolare - Doppio                          | Álex López Morón Rafael Nadal 6–3, 6–1                | Todd Perry Thomas Shimada         | Rafael Nadal Dominik Hrbatý       | David Ferrer Magnus Norman Alberto Martín Fernando González               |
| 28 luglio | Mercedes-Benz Cup 2003 Los Angeles, USA International Series 380 000 $ Cemento Singolare - Doppio                      | Wayne Ferreira 6–3, 4–6, 7–5                          | Lleyton Hewitt                    | Nicolas Kiefer Mark Philippoussis | Kenneth Carlsen Vince Spadea Gustavo Kuerten Sébastien Grosjean           |
| 28 luglio | Mercedes-Benz Cup 2003 Los Angeles, USA International Series 380 000 $ Cemento Singolare - Doppio                      | Jan-Michael Gambill Travis Parrott 6–4, 3–6, 7–5      | Joshua Eagle Sjeng Schalken       | Nicolas Kiefer Mark Philippoussis | Kenneth Carlsen Vince Spadea Gustavo Kuerten Sébastien Grosjean           |
| 28 luglio | Idea Prokom Open 2003 Sopot, Polonia International Series 500 000 $ Terra Singolare - Doppio                           | Guillermo Coria 7–5, 6–1                              | David Ferrer                      | Luis Horna Rubén Ramírez Hidalgo  | Juan Carlos Ferrero Olivier Mutis Andreas Vinciguerra Galo Blanco         |
| 28 luglio | Idea Prokom Open 2003 Sopot, Polonia International Series 500 000 $ Terra Singolare - Doppio                           | Mariusz Fyrstenberg Marcin Matkowski 6–4, 6(7)–7, 6–3 | František Čermák Leoš Friedl      | Luis Horna Rubén Ramírez Hidalgo  | Juan Carlos Ferrero Olivier Mutis Andreas Vinciguerra Galo Blanco         |
| 28 luglio | Washington Open 2003 Washington, USA International Series 600 000 $ Cemento Singolare - Doppio                         | Tim Henman 6–3, 6–4                                   | Fernando González                 | Andre Agassi Andy Roddick         | James Blake Maks Mirny Paradorn Srichaphan Mardy Fish                     |
| 28 luglio | Washington Open 2003 Washington, USA International Series 600 000 $ Cemento Singolare - Doppio                         | Evgenij Kafel'nikov Sargis Sargsian 7–5, 4–6, 6–2     | Chris Haggard Paul Hanley         | Andre Agassi Andy Roddick         | James Blake Maks Mirny Paradorn Srichaphan Mardy Fish                     |

### Agosto
| Settimana | Torneo | Vincitore                                                   | Finalista                        | Semifinalisti                    | Quarti                                                           |
| --------- | --- | ----------------------------------------------------------- | -------------------------------- | -------------------------------- | ---------------------------------------------------------------- |
| 4 agosto  | Canada Masters 2003 Montréal, Canada Masters Series 2 450 000 $ Cemento Singolare - Doppio                            | Andy Roddick 6–1, 6–3                                       | David Nalbandian                 | Rainer Schüttler Roger Federer   | Andre Agassi Feliciano López Maks Mirny Karol Kučera             |
| 4 agosto  | Canada Masters 2003 Montréal, Canada Masters Series 2 450 000 $ Cemento Singolare - Doppio                            | Mahesh Bhupathi Maks Mirny 6–3, 7–6(4)                      | Jonas Björkman Todd Woodbridge   | Rainer Schüttler Roger Federer   | Andre Agassi Feliciano López Maks Mirny Karol Kučera             |
| 11 agosto | Western & Southern Financial Group Masters 2003 Cincinnati, USA Masters Series 2 450 000 $ Cemento Singolare - Doppio | Andy Roddick 4–6, 7–6(3), 7–6(4)                            | Mardy Fish                       | Maks Mirny Rainer Schüttler      | Guillermo Coria Mariano Zabaleta David Nalbandian Robby Ginepri  |
| 11 agosto | Western & Southern Financial Group Masters 2003 Cincinnati, USA Masters Series 2 450 000 $ Cemento Singolare - Doppio | Bob Bryan Mike Bryan 7–5, 7–6(5)                            | Wayne Arthurs Paul Hanley        | Maks Mirny Rainer Schüttler      | Guillermo Coria Mariano Zabaleta David Nalbandian Robby Ginepri  |
| 18 agosto | Pilot Pen Tennis 2003 Long Island, USA International Series 380 000 $ Cemento Singolare - Doppio                      | Paradorn Srichaphan 6–2, 6–4                                | James Blake                      | Nicolas Kiefer Younes El Aynaoui | Jeff Morrison Juan Ignacio Chela Jarkko Nieminen Gustavo Kuerten |
| 18 agosto | Pilot Pen Tennis 2003 Long Island, USA International Series 380 000 $ Cemento Singolare - Doppio                      | Robbie Koenig Martín Rodriguez 6–3, 7–6(4)                  | Martin Damm Cyril Suk            | Nicolas Kiefer Younes El Aynaoui | Jeff Morrison Juan Ignacio Chela Jarkko Nieminen Gustavo Kuerten |
| 25 agosto | US Open 2003 Flushing Meadows, New York, USA Grande Slam 7 129 000 $ Cemento Singolare - Doppio - Misto               | Andy Roddick 6–3, 7–6(2), 6–3                               | Juan Carlos Ferrero              | Andre Agassi David Nalbandian    | Guillermo Coria Lleyton Hewitt Sjeng Schalken Younes El Aynaoui  |
| 25 agosto | US Open 2003 Flushing Meadows, New York, USA Grande Slam 7 129 000 $ Cemento Singolare - Doppio - Misto               | Jonas Björkman Todd Woodbridge 5–7, 6–0, 7–5                | Bob Bryan Mike Bryan             | Andre Agassi David Nalbandian    | Guillermo Coria Lleyton Hewitt Sjeng Schalken Younes El Aynaoui  |
| 25 agosto | US Open 2003 Flushing Meadows, New York, USA Grande Slam 7 129 000 $ Cemento Singolare - Doppio - Misto               | Doppio Misto: Katarina Srebotnik Bob Bryan 5–7, 7–5, 7–6(5) | Lina Krasnoruckaja Daniel Nestor | Andre Agassi David Nalbandian    | Guillermo Coria Lleyton Hewitt Sjeng Schalken Younes El Aynaoui  |

### Settembre
| Settimana    | Torneo | Vincitore                                           | Finalista                        | Semifinalisti                      | Quarti                                                             |
| ------------ | --- | --------------------------------------------------- | -------------------------------- | ---------------------------------- | ------------------------------------------------------------------ |
| 8 settembre  | Romanian Open 2003 Bucarest, Romania International Series 380 000 $ Terra Singolare - Doppio                        | David Sánchez 6–2, 6–2                              | Nicolás Massú                    | José Acasuso Răzvan Sabău          | John van Lottum Paul-Henri Mathieu Sargis Sargsian Victor Hănescu  |
| 8 settembre  | Romanian Open 2003 Bucarest, Romania International Series 380 000 $ Terra Singolare - Doppio                        | Karsten Braasch Sargis Sargsian 7–6(7), 6–2         | Simon Aspelin Jeff Coetzee       | José Acasuso Răzvan Sabău          | John van Lottum Paul-Henri Mathieu Sargis Sargsian Victor Hănescu  |
| 8 settembre  | Brasil Open 2003 Salvador, Brasile International Series 380 000 $ Cemento Singolare - Doppio                        | Sjeng Schalken 6–2, 6–4                             | Rainer Schüttler                 | Gustavo Kuerten Gastón Etlis       | Ramón Delgado Ricardo Mello Kenneth Carlsen Vince Spadea           |
| 8 settembre  | Brasil Open 2003 Salvador, Brasile International Series 380 000 $ Cemento Singolare - Doppio                        | Todd Perry Thomas Shimada 6–2, 6–4                  | Scott Humphries Mark Merklein    | Gustavo Kuerten Gastón Etlis       | Ramón Delgado Ricardo Mello Kenneth Carlsen Vince Spadea           |
| 22 settembre | Thailand Open 2003 Bangkok, Thailandia International Series 550 000 $ Cemento indoor Singolare - Doppio             | Taylor Dent 6–3, 7–6(5)                             | Juan Carlos Ferrero              | Ivan Ljubičić Jarkko Nieminen      | Grégory Carraz Paradorn Srichaphan Carlos Moyá Nicolas Thomann     |
| 22 settembre | Thailand Open 2003 Bangkok, Thailandia International Series 550 000 $ Cemento indoor Singolare - Doppio             | Jonathan Erlich Andy Ram 6–3, 7–6(4)                | Andrew Kratzmann Jarkko Nieminen | Ivan Ljubičić Jarkko Nieminen      | Grégory Carraz Paradorn Srichaphan Carlos Moyá Nicolas Thomann     |
| 22 settembre | Campionati Internazionali di Sicilia 2003 Palermo, Italia International Series 380 000 $ Terra Singolare - Doppio   | Nicolás Massú 1–6, 6–2, 7–6(0)                      | Paul-Henri Mathieu               | Luis Horna Alberto Martín          | Albert Montañés Óscar Hernández Franco Squillari Diego Veronelli   |
| 22 settembre | Campionati Internazionali di Sicilia 2003 Palermo, Italia International Series 380 000 $ Terra Singolare - Doppio   | Lucas Arnold Ker Mariano Hood 7–6(6), 6(3)–7, 6–3   | František Čermák Leoš Friedl     | Luis Horna Alberto Martín          | Albert Montañés Óscar Hernández Franco Squillari Diego Veronelli   |
| 22 settembre | Shanghai Open 2003 Shanghai, Cina International Series 380 000 $ Cemento Singolare - Doppio                         | Mark Philippoussis 6–2, 6–1                         | Jiří Novák                       | Wayne Arthurs Robin Söderling      | Magnus Norman Ivo Karlović Guillermo Cañas Scott Draper            |
| 22 settembre | Shanghai Open 2003 Shanghai, Cina International Series 380 000 $ Cemento Singolare - Doppio                         | Wayne Arthurs Paul Hanley 6–2, 6–4                  | Zeng Shaoxuan Zhu Ben-qiang      | Wayne Arthurs Robin Söderling      | Magnus Norman Ivo Karlović Guillermo Cañas Scott Draper            |
| 29 settembre | Open de Moselle 2003 Metz, Francia International Series 380 000 $ Cemento (indoor) Singolare - Doppio               | Arnaud Clément 6–3, 1–6, 6–3                        | Fernando González                | Andrei Pavel Fabrice Santoro       | Tommy Robredo David Ferrer Philipp Petzschner Alexander Popp       |
| 29 settembre | Open de Moselle 2003 Metz, Francia International Series 380 000 $ Cemento (indoor) Singolare - Doppio               | Julien Benneteau Nicolas Mahut 7–6(2), 6–3          | Michaël Llodra Fabrice Santoro   | Andrei Pavel Fabrice Santoro       | Tommy Robredo David Ferrer Philipp Petzschner Alexander Popp       |
| 29 settembre | Kremlin Cup 2003 Mosca, Russia International Series 1 000 000 $ Sintetico (indoor) Singolare - Doppio               | Taylor Dent 7–6(5), 6–4                             | Sargis Sargsian                  | Paul-Henri Mathieu Vince Spadea    | Igor' Andreev Marc Rosset Stefan Koubek Agustín Calleri            |
| 29 settembre | Kremlin Cup 2003 Mosca, Russia International Series 1 000 000 $ Sintetico (indoor) Singolare - Doppio               | Mahesh Bhupathi Maks Mirny 6–3, 7–5                 | Wayne Black Kevin Ullyett        | Paul-Henri Mathieu Vince Spadea    | Igor' Andreev Marc Rosset Stefan Koubek Agustín Calleri            |
| 29 settembre | Japan Open Tennis Championships 2003 Tokyo, Giappone International Series Gold 690 000 $ Cemento Singolare - Doppio | Rainer Schüttler 7–6(5), 6–2                        | Sébastien Grosjean               | Cyril Saulnier Paradorn Srichaphan | Scott Draper Mark Philippoussis Hyung-Taik Lee Jan-Michael Gambill |
| 29 settembre | Japan Open Tennis Championships 2003 Tokyo, Giappone International Series Gold 690 000 $ Cemento Singolare - Doppio | Justin Gimelstob Nicolas Kiefer 6(6)–7, 6–3, 7–6(4) | Scott Humphries Mark Merklein    | Cyril Saulnier Paradorn Srichaphan | Scott Draper Mark Philippoussis Hyung-Taik Lee Jan-Michael Gambill |

### Ottobre
| Settimana  | Torneo | Vincitore                                | Finalista                         | Semifinalisti                      | Quarti                                                                    |
| ---------- | --- | ---------------------------------------- | --------------------------------- | ---------------------------------- | ------------------------------------------------------------------------- |
| 6 ottobre  | Grand Prix de Tennis de Lyon 2003 Lione, Francia International Series 800 000 $ Sintetico (indoor) Singolare - Doppio   | Rainer Schüttler 7–5, 6–3                | Arnaud Clément                    | Michail Južnyj Paradorn Srichaphan | Xavier Malisse Robby Ginepri Fabrice Santoro Hicham Arazi                 |
| 6 ottobre  | Grand Prix de Tennis de Lyon 2003 Lione, Francia International Series 800 000 $ Sintetico (indoor) Singolare - Doppio   | Jonathan Erlich Andy Ram 6–1, 6–3        | Julien Benneteau Nicolas Mahut    | Michail Južnyj Paradorn Srichaphan | Xavier Malisse Robby Ginepri Fabrice Santoro Hicham Arazi                 |
| 6 ottobre  | Vienna Open 2003 Vienna, Austria International Series Gold 765 000 $ Cemento (indoor) Singolare - Doppio                | Roger Federer 6–3, 6–3, 6–3              | Carlos Moyá                       | Maks Mirny Tim Henman              | Jarkko Nieminen Feliciano López Jonas Björkman Nicolas Kiefer             |
| 6 ottobre  | Vienna Open 2003 Vienna, Austria International Series Gold 765 000 $ Cemento (indoor) Singolare - Doppio                | Yves Allegro Roger Federer 7–6(7), 7–5   | Mahesh Bhupathi Maks Mirny        | Maks Mirny Tim Henman              | Jarkko Nieminen Feliciano López Jonas Björkman Nicolas Kiefer             |
| 13 ottobre | Madrid Masters 2003 Madrid, Spagna Masters Series 2 450 000 $ Cemento (indoor) Singolare - Doppio                       | Juan Carlos Ferrero 6–3, 6–4, 6–3        | Nicolás Massú                     | Roger Federer Younes El Aynaoui    | Paradorn Srichaphan Feliciano López Sébastien Grosjean Juan Ignacio Chela |
| 13 ottobre | Madrid Masters 2003 Madrid, Spagna Masters Series 2 450 000 $ Cemento (indoor) Singolare - Doppio                       | Mahesh Bhupathi Maks Mirny 6–2, 2–6, 6–3 | Wayne Black Kevin Ullyett         | Roger Federer Younes El Aynaoui    | Paradorn Srichaphan Feliciano López Sébastien Grosjean Juan Ignacio Chela |
| 20 ottobre | Swiss Indoors 2003 Basilea, Svizzera International Series 1 000 000 $ Sintetico (indoor) Singolare - Doppio             | Guillermo Coria Walkover                 | David Nalbandian                  | Andy Roddick Ivan Ljubičić         | Olivier Rochus Tim Henman Feliciano López Nicolás Lapentti                |
| 20 ottobre | Swiss Indoors 2003 Basilea, Svizzera International Series 1 000 000 $ Sintetico (indoor) Singolare - Doppio             | Mark Knowles Daniel Nestor 6–4, 6–2      | Lucas Arnold Ker Mariano Hood     | Andy Roddick Ivan Ljubičić         | Olivier Rochus Tim Henman Feliciano López Nicolás Lapentti                |
| 20 ottobre | St. Petersburg Open 2003 San Pietroburgo, Russia International Series 1 000 000 $ Sintetico (indoor) Singolare - Doppio | Gustavo Kuerten 6–4, 6–3                 | Sargis Sargsian                   | Rainer Schüttler Àlex Corretja     | Michail Južnyj Lars Burgsmüller Vince Spadea Sébastien Grosjean           |
| 20 ottobre | St. Petersburg Open 2003 San Pietroburgo, Russia International Series 1 000 000 $ Sintetico (indoor) Singolare - Doppio | Julian Knowle Nenad Zimonjić 7–6(1), 6–3 | Michael Kohlmann Rainer Schüttler | Rainer Schüttler Àlex Corretja     | Michail Južnyj Lars Burgsmüller Vince Spadea Sébastien Grosjean           |
| 20 ottobre | Stockholm Open 2003 Stoccolma, Svezia International Series 650 000 $ Cemento (indoor) Singolare - Doppio                | Mardy Fish 7–5, 3–6, 7–6(4)              | Robin Söderling                   | Davide Sanguinetti Thomas Enqvist  | Jonas Björkman Joachim Johansson Mario Ančić Robby Ginepri                |
| 20 ottobre | Stockholm Open 2003 Stoccolma, Svezia International Series 650 000 $ Cemento (indoor) Singolare - Doppio                | Jonas Björkman Todd Woodbridge 6–3, 6–4  | Wayne Arthurs Paul Hanley         | Davide Sanguinetti Thomas Enqvist  | Jonas Björkman Joachim Johansson Mario Ančić Robby Ginepri                |
| 27 ottobre | BNP Paribas Masters 2003 Parigi, Francia Masters Series 2 450 000 $ Sintetico (indoor) Singolare - Doppio               | Tim Henman 6–2, 7–6(6), 7–6(2)           | Andrei Pavel                      | Jiří Novák Andy Roddick            | Hicham Arazi Rainer Schüttler Roger Federer Jonas Björkman                |
| 27 ottobre | BNP Paribas Masters 2003 Parigi, Francia Masters Series 2 450 000 $ Sintetico (indoor) Singolare - Doppio               | Wayne Arthurs Paul Hanley 6–3, 1–6, 6–3  | Michaël Llodra Fabrice Santoro    | Jiří Novák Andy Roddick            | Hicham Arazi Rainer Schüttler Roger Federer Jonas Björkman                |

### Novembre
| Settimana  | Torneo                                                                                         | Vincitore                                          | Finalista              | Semifinalisti                 | Eliminati ai quarti                                              |
| ---------- | ---------------------------------------------------------------------------------------------- | -------------------------------------------------- | ---------------------- | ----------------------------- | ---------------------------------------------------------------- |
| 8 novembre | Tennis Masters Cup 2003 Houston, USA Tennis Masters Cup 4 450 000 $ Cemento Singolare - Doppio | Roger Federer 6–3, 6–0, 6–4                        | Andre Agassi           | Rainer Schüttler Andy Roddick | Guillermo Coria Carlos Moyá David Nalbandian Juan Carlos Ferrero |
| 8 novembre | Tennis Masters Cup 2003 Houston, USA Tennis Masters Cup 4 450 000 $ Cemento Singolare - Doppio | Bob Bryan Mike Bryan 6(6)–7, 6–3, 3–6, 7–6(3), 6–4 | Michaël Llodra Santoro | Rainer Schüttler Andy Roddick | Guillermo Coria Carlos Moyá David Nalbandian Juan Carlos Ferrero |

### Dicembre
Nessun evento

## Debutti
- Nicolás Almagro
- Marcos Baghdatis
- Novak Đoković
- Frederico Gil
- Marcel Granollers
- Leonardo Mayer
- Serhij Stachovs'kyj
- Horacio Zeballos